# Tirano
Tirano (en llombard occidental Tiràn) és un municipi italià, situat a la regió de Llombardia i a la província de Sondrio. L'any 2009 tenia 9.168 habitants. Limita amb els municipis de Brusio (CH-GR), Corteno Golgi (BS), Sernio, Vervio i Villa di Tirano. Al seu terme hi ha una de les estacions del Ferrocarril Rètic.
Està situat a la frontera amb Suïssa, a una altitud de 450 msnm i envoltat de muntanyes: al sud els Alps Orobie valtellinesos, al nord el Massís de la Bernina i al nord-est el del Stelvio. Les localitats es troben a la rodalia a la confluència de les dues branques del riu Adda.
La importància de la seva posició geogràfica va portar Lluís Maria Sforza a fortificar la localitat, la qual cosa va garantir cert benestar, testimoniat en bells palaus senyorials erigits entre el segle xvi i el XVII. El principal edifici monumental de Tirano és el santuari de la Verge, construït a partir de 1505 sobre el lloc on se suposa que la Mare de Déu es va aparèixer a Mario Degli Omodei el 29 de setembre de 1504 i els va lliurar d'una epidèmia de pesta.
A la zona van haver assentaments prehistòrics, les traces de la qual es revelen en les incisions rupestres de punyals del segle XVIII aC i de les esteles de l'edat del coure actualment a l'Antiquarium Tellino.

## Administració
| Període   | Identitat                  | Partit        |
| --------- | -------------------------- | ------------- |
| 1949-1951 | Balilla Pinchetti          |               |
| 1951-1956 | Ermenegildo Cattaneo       |               |
| 1956-1960 | Benedetto della Vedova     |               |
| 1960-1964 | Andrea Panizza             |               |
| 1964-1970 | Aldo Oberti                |               |
| 1970-1990 | Lorenzo Manganetti         |               |
| 1990-1999 | Flavio Poluzzi             |               |
| 1999-2004 | Giordano Rossi             |               |
| 2004-     | Pietro Giovanni Del Simone | Llista Cívica |

## Galeria d'imatges

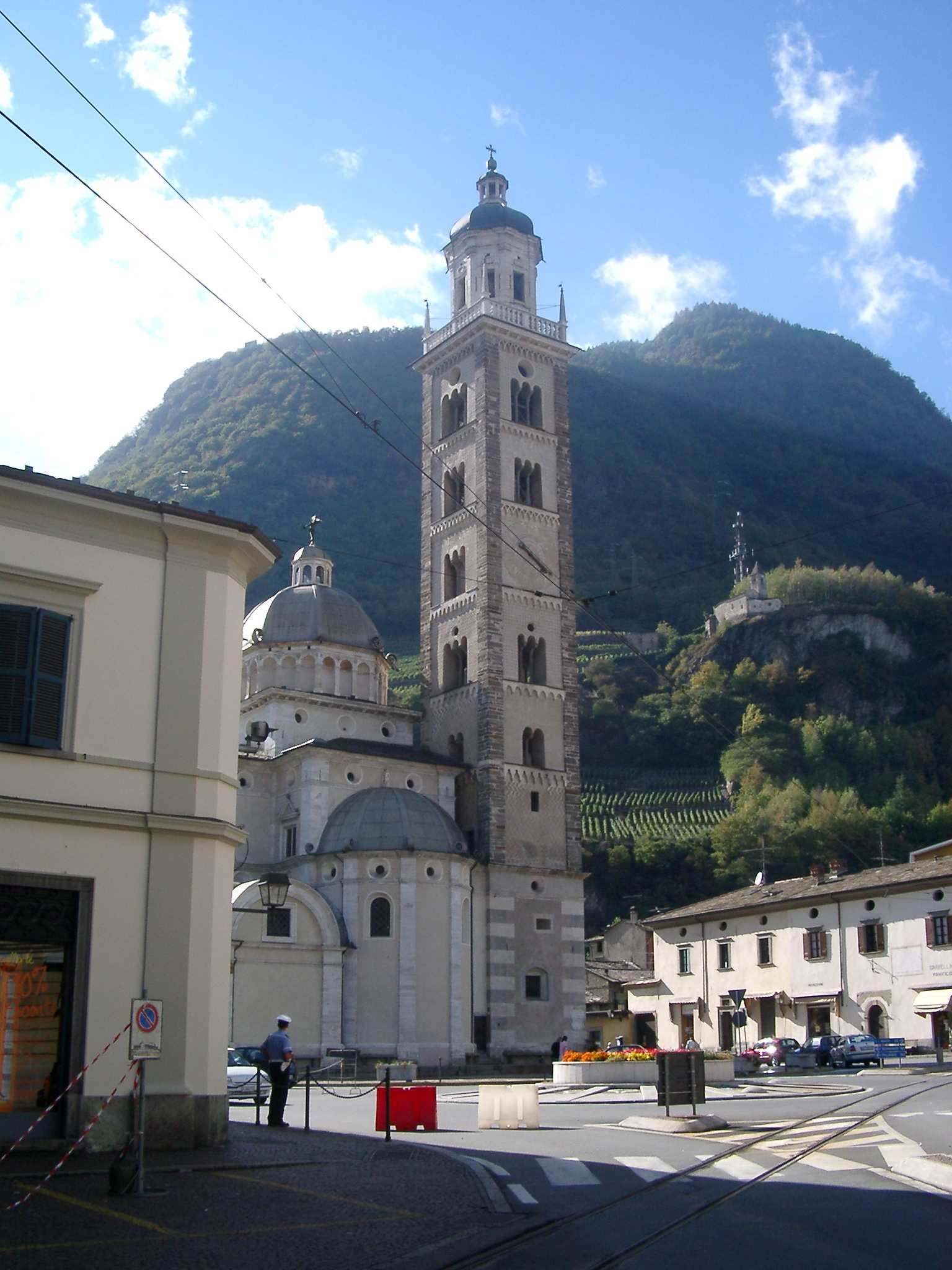
Basílica
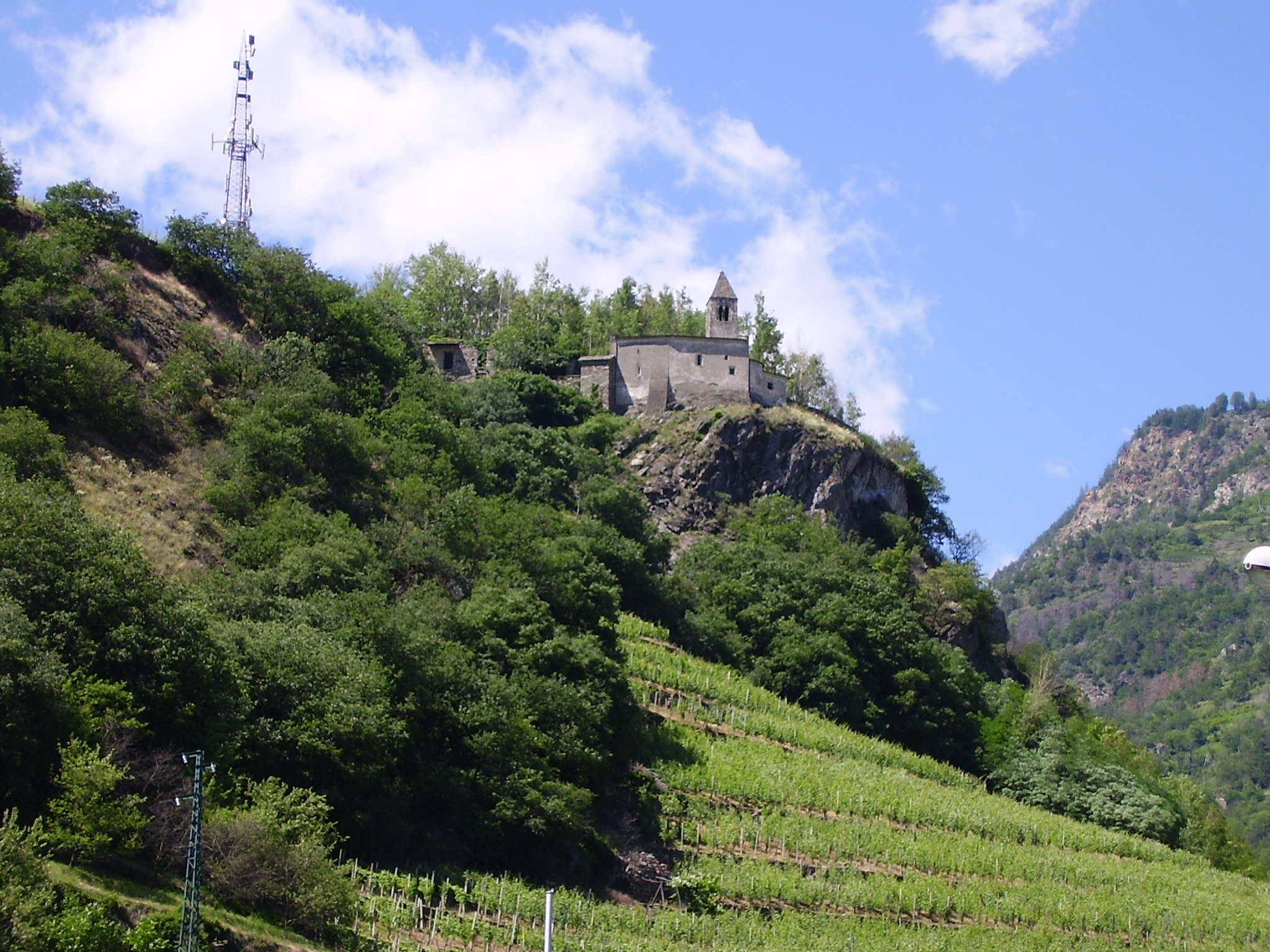
Església de S.Perpetua

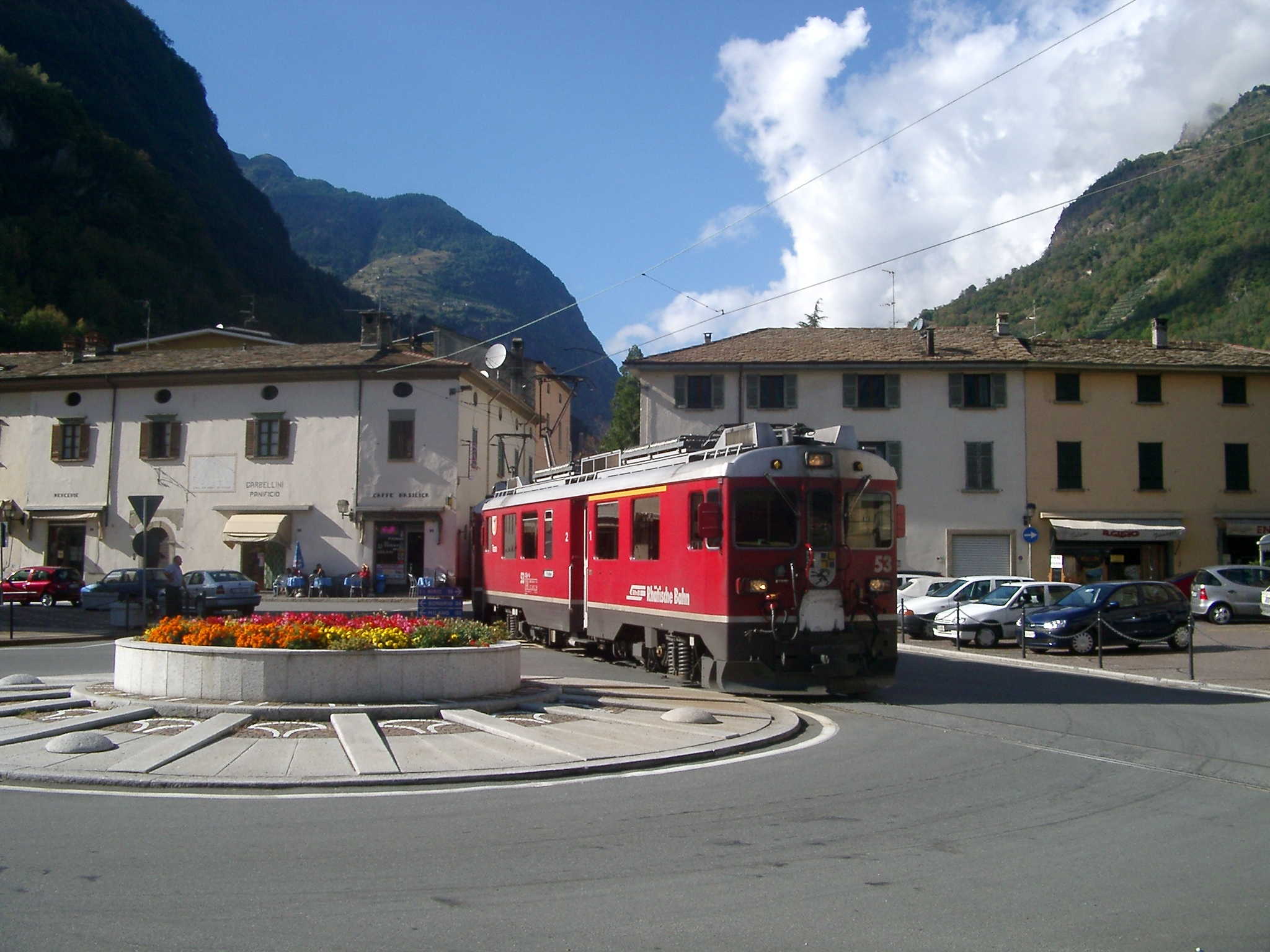
Ferrocarril de Bernina
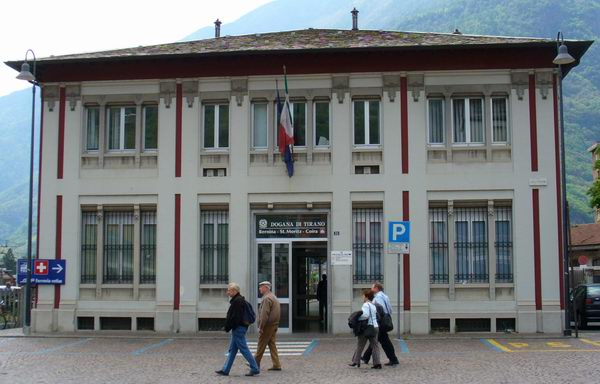
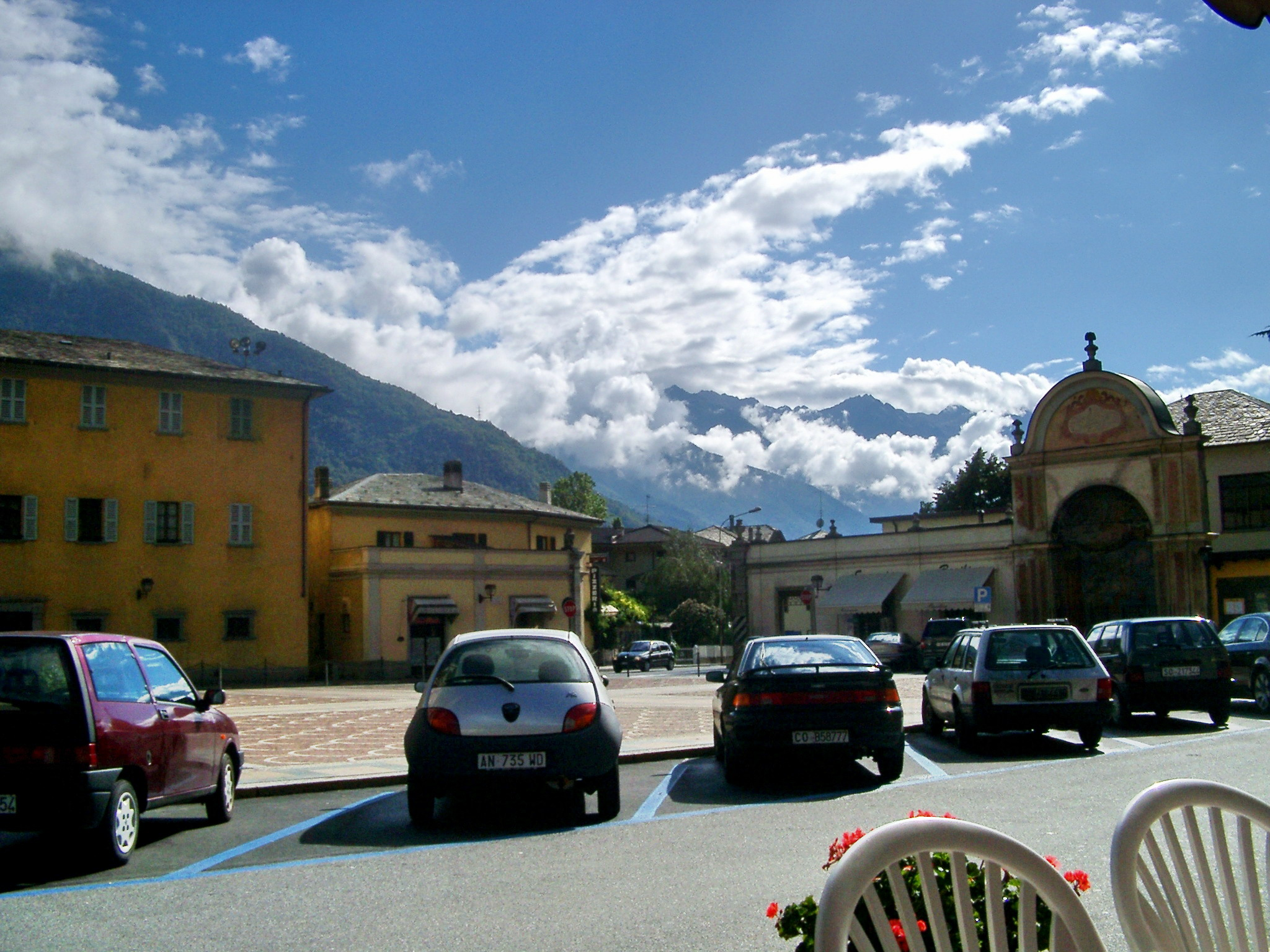
Palazzo Quadrio